# Mene de Mauroa
Mene de Mauroa ist ein venezolanisches Dorf im Bundesstaat Falcón. Es ist der Verwaltungssitz des Bezirks Mauroa. Das Dorf befindet sich im Westen Falcóns.

## Wirtschaft
Landwirtschaft spielt eine besondere Rolle.

## Etymologie
Mene ist ein indianisches Wort für Asphalt, der in dieser Region auf natürliche Art zur Oberfläche gelangte. Mauroa ist der Name eines Flusses.